# Strategus simson
Strategus simson är en skalbaggsart som beskrevs av Fabricius 1758. Strategus simson ingår i släktet Strategus och familjen Dynastidae. Inga underarter finns listade i Catalogue of Life.